# Lecompton
Lecompton es una ciudad ubicada en el condado de Douglas en el estado estadounidense de Kansas. En el año 2010 tenía una población de 625 habitantes y una densidad poblacional de 260,42 personas por km².
Se encuentra a la orilla del río Kansas, a mitad de camino entre Topeka, la capital estatal, y la importante ciudad de Kansas City.

## Geografía
Lecompton se encuentra ubicada en las coordenadas 39°2′35″N 95°23′42″O / 39.04306, -95.39500 (39.042927, -95.395039).

## Demografía
Según la Oficina del Censo en 2000 los ingresos medios por hogar en la localidad eran de $38,281 y los ingresos medios por familia eran $46,111. Los hombres tenían unos ingresos medios de $37,813 frente a los $20,577 para las mujeres. La renta per cápita para la localidad era de $15,433. Alrededor del 4.7% de la población estaban por debajo del umbral de pobreza.